# Cottens (Vaud)
Cottens es una comuna suiza del cantón de Vaud, situada en el distrito de Morges. Limita al norte con la comuna de Grancy, al este con Vullierens, al sur con Echichens, al oeste con Sévery, y al noroeste con Pampigny.
Hasta el 31 de diciembre de 2007 la comuna formó parte del distrito de Cossonay, círculo de Cossonay.